# Elof Luspa
Elof Hilding Johansson Luspa, född 1918 i Gällivare, död 18 januari 1986 i Puoltikasvaara, Gällivare kommun, var en svensk gruvarbetare och en av de ledande krafterna under stora gruvstrejken 1969–1970.

## Biografi
Luspa föddes i Gällivare som son till Johan Erik Mickelsson Luspa och dennes hustru Eva Johanna Andersson. I familjen föddes sju barn.
Under den stora gruvstrejken i Malmfälten 1969 hyrde Elof Luspa A-hallen i Kirunas idrottshall för 500 kronor. I idrottshallen hölls därefter ett strejkmöte. Luspa satt i ledningen för de strejkande gruvarbetarna och var företrädare för "människovärdeslinjen". Några år efter strejken sade Luspa: "Gruvarbetarna var medvetna om kapitalismen, men de var inte medvetna om vad LO var - och är. Glädjande nog satte gruvstrejken i gång en sten som fortsatte att rulla."
På fråga om strejken var ett misslyckande svarade Luspa: "Strejken var inget misslyckande. Det var kanske ett nederlag för oss gruvarbetare, men det var en stor seger för andra arbetare. Det visade att det enda som hjälper i det svenska systemet är strejkarna."